# Lijst van Anomalepididae
Onderstaand een lijst van alle soorten Anomalepididae. Er zijn 20 soorten die worden verdeeld in vier geslachten. Een geslacht is monotypisch en wordt slechts vertegenwoordigd door een enkele soort. De lijst is gebaseerd op de Reptile Database.
- Soort Anomalepis aspinosus
- Soort Anomalepis colombia
- Soort Anomalepis flavapices
- Soort Anomalepis mexicana
- Soort Helminthophis flavoterminatus
- Soort Helminthophis frontalis
- Soort Helminthophis praeocularis
- Soort Liotyphlops albirostris
- Soort Liotyphlops anops
- Soort Liotyphlops argaleus
- Soort Liotyphlops beui
- Soort Liotyphlops caissara
- Soort Liotyphlops haadi
- Soort Liotyphlops schubarti
- Soort Liotyphlops sousai
- Soort Liotyphlops taylori
- Soort Liotyphlops ternetzii
- Soort Liotyphlops trefauti
- Soort Liotyphlops wilderi
- Soort Typhlophis squamosus